# 大原神社 (福知山市)
大原神社（おおばらじんじゃ）は、京都府福知山市三和町大原小字ウラ山に本殿を構える神社。旧府社。由緒と歴史の古さから近郷を代表する神社として信仰される。

## 概要
1796年（寛政8年）再建の本殿、火神神社、水門神社、絵馬殿等があり、本殿その他いくつかの社殿が京都府指定文化財に指定されるほか、境内一帯が府文化財環境保全地区に決定され、川向いには、府指定有形民俗文化財の産屋がある。舞台を備えた絵馬殿に奉納された絵馬は、質・量ともに府内屈指とされる。

## 祭神
古くから安産や五穀豊穣の神として、また21世紀には交通安全の神として知られている 。なかでも安産祈願の子安砂（安産守護）の風俗習慣がよく知られる。
2022年現在の祭神は次の通りである。
- 伊弉冉尊（いざなみのみこと）
- 天照大神（あまてらすおおみかみ） - 別名：大日霊貴命（おおひるめむちのみこと）
- 月読命（つくよみのみこと）

### 安産伝承
大原神社の縁起書『大原神社本紀』によれば、「邪那岐と伊邪那美の神は天下万民を生み出した父母であるのだから、天下太平・国土安隠・宝祚長久・五穀能成・万民豊饒を守護すること、他所の神社に勝り、天下万民を生み出した神なので、ことに婦人の安産を守る神なのである」と述べ、とくに安産の神として広域の信仰を集めた。
綾部藩を治めた九鬼氏は、奥方が懐妊すると必ず大原神社に参拝したといい、江戸時代後半には遠く伊予、薩摩、美濃など遠方からも藩主や公家が安産祈願を求めて代参を寄越した。安産祈願の参詣者には「守砂」が贈られ、これは無事出産後は返納した。

## 歴史
創建は諸説ある。社伝によれば飛鳥時代の645年（大化元年）に京都府南丹市美山町字樫原（桑田郡野々村）に祀られ、852年（仁寿2年）に現在の京都府福知山市三和町大原に移されたとするが、『丹波誌』によれば、852年（仁寿2年）に現南丹市美山町樫原に元社の大原神社が祀られ、三和の大原神社の現在地へ遷座は弘安2年（1279年）と伝える。
社伝はまた、 室町時代前期の1379年（応永4年）、国司大原雅楽頭により本殿・拝殿・舞楽殿などの社殿が整備されたと伝える。これらは元亀・天正年間に大原氏が滅亡し、明智光秀が領主となってから火災で焼失し、古記録もすべて失われた。現存する「社務記録」は1702年（元禄15年）から文化年間まで、「社務代々記録帳」は1807年（文化4年）から安政年間までの記録がある。なかには1791年（寛政3年）の川合組一揆の事後処理記録や、幕府天文方測量隊の宿泊記録等も含まれ、三和町の近世史を知る貴重な資料とされる。
江戸時代前期の1633年（寛永10年）に丹波綾部藩初代藩主・九鬼隆季（くきたかすえ）が転封されると、その庇護を受け、九鬼氏歴代藩主にも信奉された。1671年（寛文11年）には、九鬼氏から高3石の領地を寄贈された。
江戸時代後期の1796年（寛政8年）に社殿が再建され、これが現存するものである。
1855年（安政2年）に一千年祭を行い、1901年（明治34年）に1500年祭、1924年（大正13年）府社に昇格、1984年（昭和59年）に府指定文化財となった。1988年（昭和63年）度に絵馬殿と産屋の茅葺屋根のふきかえを行っている。
1984年（昭和59年）、本殿・幣殿・拝殿・摂社火神神社本殿・末社水門神社本殿・絵馬殿　が府指定文化財（建築物）に、境内と後方の宮山が文化財環境保全地区に決定された 。
1988年（昭和63年）の京都国体では、神殿で町火が採火され、祭神にちなみ「うぶすなの火」と命名された。

## 境内

### 本殿
社殿は、本殿と拝殿を相の間で繋いだ連結式社殿。本殿と拝殿を幣殿を介してつながるこの社殿形態は、権現造式の社殿形態とされる。寛政8年（1796年）10月23日再建の棟札が残る。綾部藩主九鬼氏の庇護により再建。1984年（昭和59年）に京都府指定文化財に指定された。
- 本殿 - 852年に建設。桁行3間、梁行2間、一重　切妻式　檜皮葺[12]
- 幣殿 - 桁行3間、梁行1間、一重　唐破風造　檜皮葺[12]
- 拝殿 - 入母屋造桧皮葺、正面平側中央に大唐破風の向拝がある[10]。
- 向拝 - 1間　唐破風造[12]

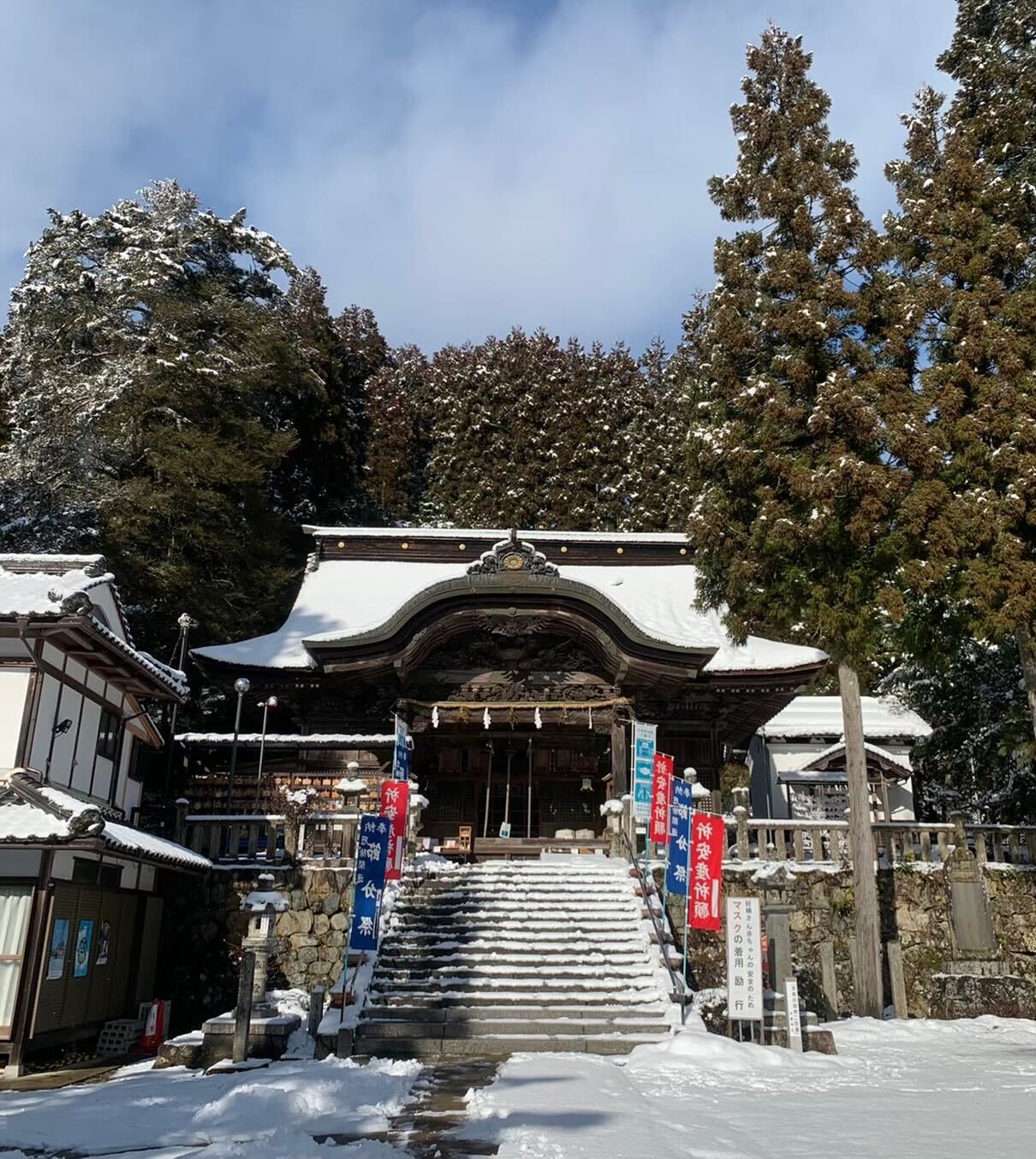
本殿
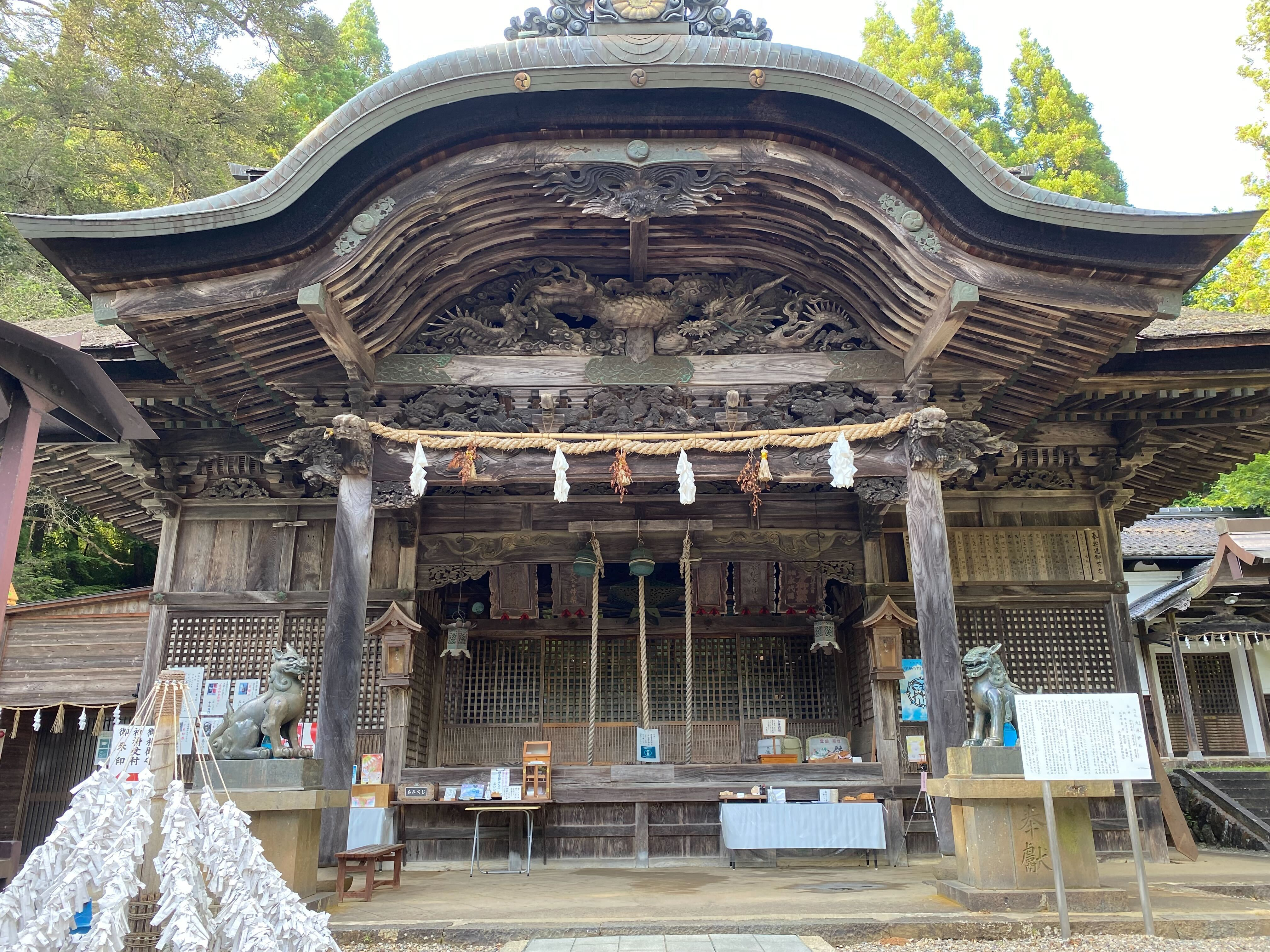
拝殿
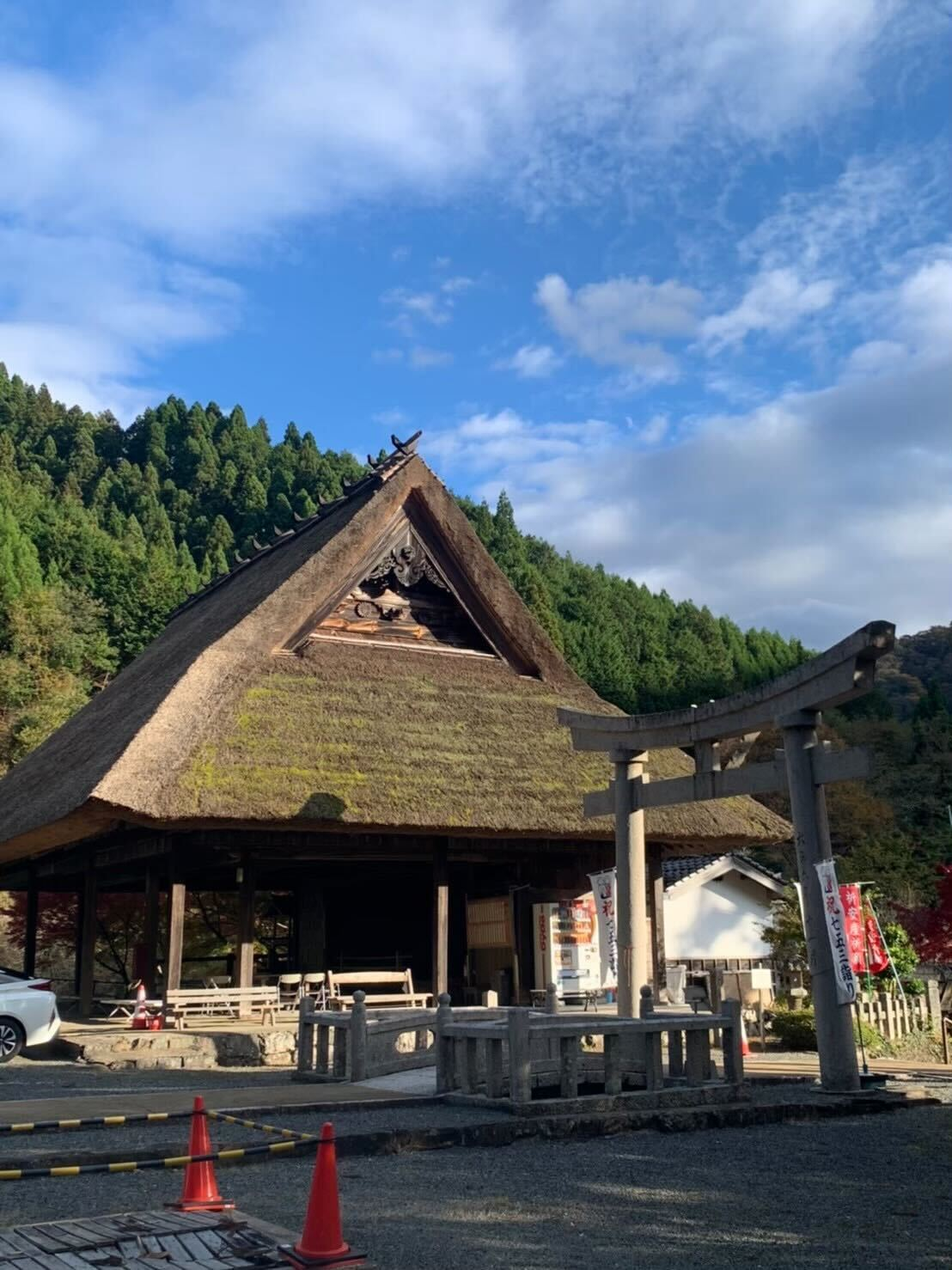
絵馬殿

### 絵馬殿
1810年（文化7年）建立。1863年（文久3年）再建。京都府有形文化財に指定される。桁行3間、梁行2間、一重、入母屋造、茅葺。内部は大虹梁が縦横に架され、中柱のない広々とした空間となっている。竿縁天井。
絵馬殿奥に舞台があり、この大きさは、裄間8間、梁間5間に、6間3間の茅葺きの構造で、大きさや形状が全国的に見ても珍しいものとされる。2018年（平成30年）に茅葺きの葺き替え工事が完了した。舞台では、和知田楽、狂言、芝居など、折々の庶民の娯楽が奉じられ、地域住民の親睦の中心的な役割を果たした。現存の舞台は戦後に付け足されたもの。
江戸時代に奉納された絵馬が飾られているが、その質・量はともに丹波地方で最大規模を保有し、宮津市の智恩寺と並び府下で1・2を争う。京都に現存する大絵馬では5番目に古い1599年の神馬図2面を筆頭に、以後300年にわたって奉納された35面がある。生業の図、神馬の図、庶民の文化的生活の一端を残す俳句、和歌、川柳などの句額が多くある。庶民文化遺産として価値が高いとされ、1993年（平成5年）三和町の文化財指定を受けた。

### 摂末社
境内の摂末社として次の2社がある。
摂社 - 火之神神社神社
1657年（明暦3年）に本殿建設。一間社流造、正面軒唐破風付、柿葺　本殿覆屋も附。1989年（平成元年）に屋根の葺きかえが実施された。
末社 - 水門神社神社
祭神： 1657年（明暦3年）に建設。一間社流造、柿葺。桧山綾部線の道路開削のために移転。祭神として天児屋根命（春日大明神）を祀る。

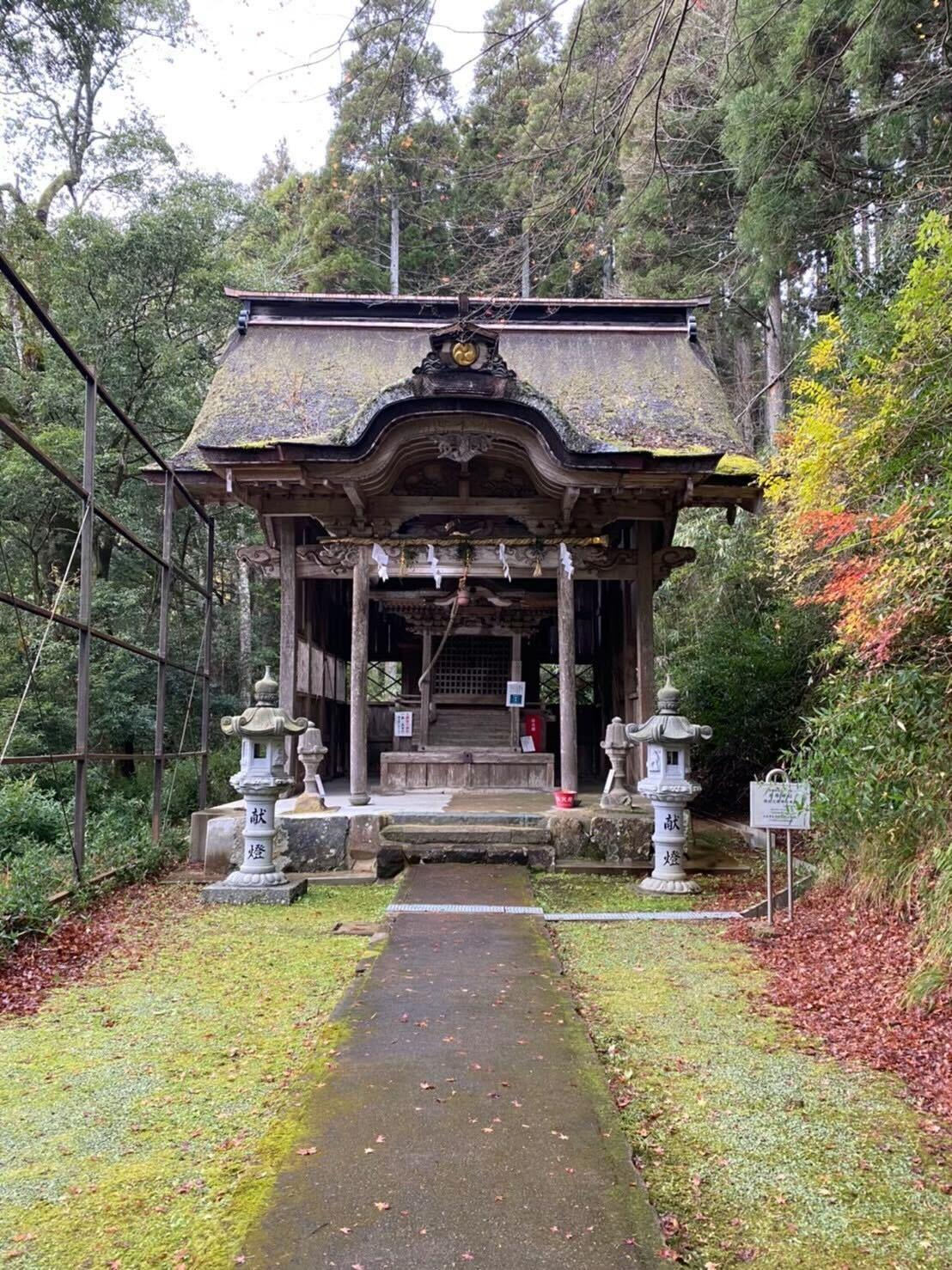
火之神神社

### 産屋
1棟。三和町大原小字ウラ山、大原神社の前を流れる川の対岸にある。1985年（昭和60年）5月15日に京都府有形民俗文化財に指定された。切妻造、茅葺で、天地根元造形式の構造で、妻から出入りする。
大原神社の安産信仰に関係するものとして神社と垣内地区の共同管理下におかれ、入り口が神社の方を向いていることから、産屋に籠る妊婦が、神に見守られ安産できるようにとの願いがこもっているとも言われている。
垣内地区では、明治期以前まで、出産は穢れと考えられ、妊婦はひとり産屋に籠り、出産する風習があった。12肥の藁を持ち込み、出入り口に魔除けとして古鎌を吊り、 7日間籠って出産した。
明治期末期に神官の考えにより衛生上の理由から産屋での出産は取りやめられたが、産後3日3晩籠る習慣は昭和30年代まで行われた。
1993年（平成5年）川合川の水辺環境整備事業によって、産屋付近の旧京街道沿いの街並み周辺が整備された。移転取り壊しの案も出たが、民俗的・史的見地から現在地を固持して残された。2011年（平成23年）、「福知山市大原の産屋の里景観」として京都府の文化的景観に選定された。

## 祭事
主な祭事は次の通り。
- 1月1日 -歳旦祭。平穏、五穀の豊穰、皇室の繁栄を祈る祭祀。
- 2月3日 -鎮火祭。一年の無火災を祈る祭り。火難除けの御札が授与される。
- 2月3日 -追儺式。節分祭。
- 5月2日 -春季例大祭。
- 5月最終日曜日 -御田植祭。
- 7月2日 -半夏生祭り。半夏生を祝う祭り。
- 10月最終日曜日 -収穫感謝祭。
- 11月~12月 -七五三詣り。
- 11月23日 -新嘗祭（にいなめさい）。収穫されたもの天神地祇に供え、自身も食する儀式。
- 12月最終日曜日 -交通安全祈願祭。
- 12月29日 -大祓式。

## 文化財
有形文化財（府指定）
大原神社本殿、幣殿、拝殿、摂社火の神神社、摂社水門神社、絵馬殿 -1984年（昭和59年）指定
有形民俗文化財（府指定）
大原の産屋-1985年（昭和60年）5月指定
府文化財環境保全地区（府決定）
大原神社文化財環境保全地区 - 1984年（昭和59年）4月14日決定
府文化的景観（府選定）
福知山市大原の産屋の里景観 - 2011年（平成23年）選定

## 関係地
- 綾小路大原神社[19]

## 現地情報
所在地
- 京都府福知山市三和町大原191-1

交通アクセス
- 電車
  - 京都方面から -JR京都駅からJR綾部駅で降車後、市営バス（川合大原線）で20分「大原」下車、徒歩
  - 大阪方面から -JR大阪駅からJR福知山駅で乗り換え後、山陰線JR綾部駅降車後、福知山市営バスまたはタクシー約15分
- 車
  - 京都方面から -京都縦貫自動車道 京丹波みずほインターチェンジから、国道173号綾部方面へ
  - 大阪方面から -国道173号から和田交差点直進、または舞鶴若狭自動車道を経由して福知山インターチェンジより国道9号芦渕交差点左折